# NGC 5074
NGC 5074 је спирална галаксија у сазвежђу Ловачки пси која се налази на NGC листи објеката дубоког неба.
Деклинација објекта је + 31° 28' 6" а ректасцензија 13h 18m 25,8s. Привидна величина (магнитуда) објекта NGC 5074 износи 14,0 а фотографска магнитуда 14,8. NGC 5074 је још познат и под ознакама MCG 5-31-172, CGCG 161-1, CGCG 160-183, WAS 67, KUG 1316+317, PGC 46354.